# Bel Air, Seychellerna

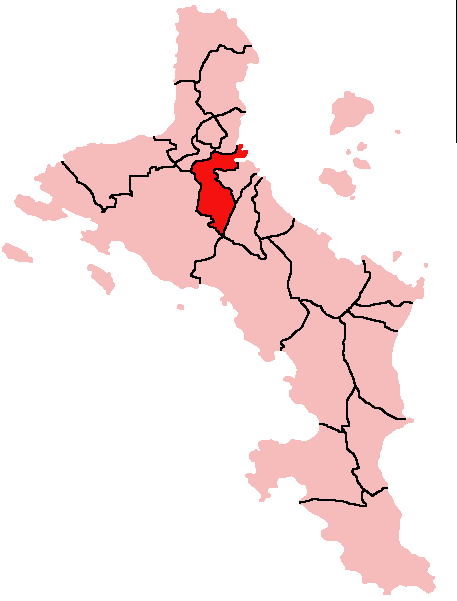
Distriktets läge.

Distriktet Bel Air är ett av Seychellernas 26  distrikt.

## Geografi
Distriktet har en yta på cirka 4,0 km² med cirka 2 900 invånare. Befolkningstätheten är 725 invånare / km².
Bel Air ligger i regionen Storvictoria (Greater Victoria).

## Förvaltning
Distriktet förvaltas av en district administrator och ISO 3166-2koden är "SC-09". Huvudorten är Bel Air.
Sedan 1994 lyder varje distrikt under "Local Government" som är en enhet av departementet Ministry of Local Government, Youth and Sport. Distriktens roll är att främja tillgång av offentliga tjänster på lokal nivå.
Distriktets valspråk är: "Source de perles, amour d'un peuple" (Harmoni, fred och hälsa).